# 지질 이중층
지질 이중층(脂質二重層, 영어: lipid bilayer) 또는 인지질 이중층(燐脂質二重層, 영어: phospholipid bilayer)은 막단백질과 함께 세포막을 구성하는 요소다.

이 유동형 지질은 인산염으로 이루어져있다.

## 형태
수많은 인지질 분자가 인지질 이중층을 이룬다. 두 인지질 분자의 소수성 꼬리가 서로를 마주보고 친수성 머리가 각각 세포질과 세포 외부와 접한 이중 구조가 인지질 이중층의 기본 단위다. 인지질 이중층의 유연성에 기여하는 요소에는 지방산의 길이, 지방산의 포화도, 콜레스테롤의 유무가 있다. 인지질 이중층을 이루는 지방산의 길이가 짧을수록 유연성이 증가하며, 지방산이 불포화지방산일 때 유연성이 증가한다. 가끔 콜레스테롤 분자가 인지질 이중층에 낄 때가 있는데, 보통 인체 내의 온도에서 콜레스테롤은 인지질 이중층에 유연성을 증가시킨다. 반대로 낮은 온도에서는 콜레스테롤이 유연성을 감소시킨다.

## 같이 보기
- 계면활성제
- 지질체학